# Calificările pentru Campionatul Mondial de Fotbal 2018 (CONMEBOL)
Secția CONMEBOL al Calificărilor pentru Campionatul Mondial de Fotbal 2018 a fost un act de calificări pentru Campionatul Mondial de Fotbal 2018 ce s-a desfășurat în Rusia

## Format
Toate echipele au jucat într-o ligă singulară cu meciuri acasă și în deplasare într-un sistem round-robin. În funcție de numărul de calificați din confederația CONMEBOL, primele patru echipe s-au calificat la Campionatul Mondial de Fotbal 2018, iar o a cincea echipă a avansat în play-off-ul inter-confederații.
Spre deosebire de turneele de calificare anterioare în care au fost pre-determinate meciurile, meciurile au fost decise prin tragere la sorți care a avut loc pe data de 25 iulie 2015 la Palatul Konstantinovsky din Sankt Petersburg, Rusia.

## Intrați
Toate cele 10 echipe naționale intră în calificări.
- Argentina
- Bolivia
- Brazilia
- Chile
- Columbia
- Ecuador
- Paraguay
- Peru
- Uruguay
- Venezuela

## Program
Vor fi un total de 18 zile de meciuri: patru în 2015, opt în 2016, și șase în 2017.
| Etapa   | Dată                |
| ------- | ------------------- |
| Etapa 1 | 5–13 octombrie 2015 |
| Etapa 2 | 5–13 octombrie 2015 |
| Etapa 3 | 9–17 noiembrie 2015 |
| Etapa 4 | 9–17 noiembrie 2015 |

| Etapa    | Data                          |
| -------- | ----------------------------- |
| Etapa 5  | 21–29 martie 2016             |
| Etapa 6  | 21–29 martie 2016             |
| Etapa 7  | 29 August – 6 septembrie 2016 |
| Etapa 8  | 29 August – 6 septembrie 2016 |
| Etapa 9  | 3–11 octombrie 2016           |
| Etapa 10 | 3–11 octombrie 2016           |
| Etapa 11 | 7–15 noiembrie 2016           |
| Etapa 12 | 7–15 noiembrie 2016           |

| Etapa    | Dată                          |
| -------- | ----------------------------- |
| Etapa 13 | 20–28 martie 2017             |
| Etapa 14 | 20–28 martie 2017             |
| Etapa 15 | 28 August – 5 septembrie 2017 |
| Etapa 16 | 28 August – 5 septembrie 2017 |
| Etapa 17 | 2–10 octombrie 2017           |
| Etapa 18 | 2–10 octombrie 2017           |

Play-off-le inter-confederații sunt programate să se desfășoare între 6-14 noiembrie 2017.

## Clasament
| Echipa        | MJ | V  | E | Î  | GM | GP | G   | Pct |
| ------------- | -- | -- | - | -- | -- | -- | --- | --- |
| Brazilia (Q)  | 18 | 12 | 5 | 1  | 41 | 11 | +30 | 41  |
| Uruguay (Q)   | 18 | 9  | 4 | 5  | 32 | 20 | +12 | 31  |
| Argentina (Q) | 18 | 7  | 7 | 4  | 19 | 16 | +3  | 28  |
| Columbia (Q)  | 18 | 7  | 6 | 5  | 21 | 19 | +2  | 27  |
| Peru (A)      | 18 | 7  | 5 | 6  | 27 | 26 | +1  | 26  |
| Chile (E)     | 18 | 8  | 2 | 8  | 26 | 27 | −1  | 26  |
| Paraguay (E)  | 18 | 7  | 3 | 8  | 19 | 25 | −6  | 24  |
| Ecuador (E)   | 18 | 6  | 2 | 10 | 26 | 29 | −3  | 20  |
| Bolivia (E)   | 18 | 4  | 2 | 12 | 16 | 38 | −22 | 14  |
| Venezuela (E) | 18 | 2  | 6 | 10 | 19 | 35 | −16 | 12  |

- Brazilia,  Uruguay,  Argentina și  Columbia s-au calificat la Campionatul Mondial 2018.
- Peru s-a calificat în play-off.
- Chile,  Paraguay,  Ecuador,  Bolivia și  Venezuela au fost eliminate.

## Meciurile

### Etapa 1
| Bolivia | 0–2                             | Uruguay               |
| ------- | ------------------------------- | --------------------- |
|         | Report (FIFA) Report (CONMEBOL) | Cáceres 10' Godín 68' |

| Columbia                    | 2–0                             | Peru |
| --------------------------- | ------------------------------- | ---- |
| Gutiérrez 36' Cardona 90+5' | Report (FIFA) Report (CONMEBOL) |      |

| Venezuela | 0–1                             | Paraguay     |
| --------- | ------------------------------- | ------------ |
|           | Report (FIFA) Report (CONMEBOL) | González 85' |

| Chile                  | 2–0                             | Brazilia |
| ---------------------- | ------------------------------- | -------- |
| Vargas 72' Sánchez 88' | Report (FIFA) Report (CONMEBOL) |          |

| Argentina | 0–2                             | Ecuador               |
| --------- | ------------------------------- | --------------------- |
|           | Report (FIFA) Report (CONMEBOL) | Erazo 81' Caicedo 82' |

### Etapa 2
| Ecuador                             | 2–0                             | Bolivia |
| ----------------------------------- | ------------------------------- | ------- |
| M. Bolaños 81' Caicedo 90+5' (pen.) | Report (FIFA) Report (CONMEBOL) |         |

| Uruguay                           | 3–0                             | Columbia |
| --------------------------------- | ------------------------------- | -------- |
| Godín 34' Rolán 51' Hernández 87' | Report (FIFA) Report (CONMEBOL) |          |

| Paraguay | 0–0                             | Argentina |
| -------- | ------------------------------- | --------- |
|          | Report (FIFA) Report (CONMEBOL) |           |

| Brazilia                             | 3–1                             | Venezuela  |
| ------------------------------------ | ------------------------------- | ---------- |
| Willian 1', 42' Ricardo Oliveira 73' | Report (FIFA) Report (CONMEBOL) | Santos 64' |

| Peru                                  | 3–4                             | Chile                           |
| ------------------------------------- | ------------------------------- | ------------------------------- |
| Farfán 10', 36' (pen.) Guerrero 90+2' | Report (FIFA) Report (CONMEBOL) | Sánchez 7', 44' Vargas 41', 49' |

### Etapa 3
| Bolivia                                        | 4–2                             | Venezuela             |
| ---------------------------------------------- | ------------------------------- | --------------------- |
| Ramallo 19', 45+1' Arce 23' (pen.) Cardozo 49' | Report (FIFA) Report (CONMEBOL) | Rondón 32' Blanco 55' |

| Ecuador                  | 2–1                             | Uruguay    |
| ------------------------ | ------------------------------- | ---------- |
| Caicedo 23' Martínez 59' | Report (FIFA) Report (CONMEBOL) | Cavani 49' |

| Chile     | 1–1                             | Columbia      |
| --------- | ------------------------------- | ------------- |
| Vidal 44' | Report (FIFA) Report (CONMEBOL) | Rodríguez 67' |

| Argentina   | 1–1                             | Brazilia       |
| ----------- | ------------------------------- | -------------- |
| Lavezzi 34' | Report (FIFA) Report (CONMEBOL) | Lucas Lima 58' |

| Peru       | 1–0                             | Paraguay |
| ---------- | ------------------------------- | -------- |
| Farfán 20' | Report (FIFA) Report (CONMEBOL) |          |

### Etapa 4
| Columbia | 0–1                             | Argentina  |
| -------- | ------------------------------- | ---------- |
|          | Report (FIFA) Report (CONMEBOL) | Biglia 19' |

| Venezuela    | 1–3                             | Ecuador                              |
| ------------ | ------------------------------- | ------------------------------------ |
| Martínez 84' | Report (FIFA) Report (CONMEBOL) | Martínez 15' Montero 23' Caicedo 60' |

| Paraguay                | 2–1                             | Bolivia |
| ----------------------- | ------------------------------- | ------- |
| Lezcano 61' Barrios 64' | Report (FIFA) Report (CONMEBOL) | Duk 59' |

| Uruguay                              | 3–0                             | Chile |
| ------------------------------------ | ------------------------------- | ----- |
| Godín 23' A. Pereira 61' Cáceres 65' | Report (FIFA) Report (CONMEBOL) |       |

| Brazilia                                             | 3–0                             | Peru |
| ---------------------------------------------------- | ------------------------------- | ---- |
| Douglas Costa 22' Renato Augusto 57' Filipe Luís 76' | Report (FIFA) Report (CONMEBOL) |      |

### Etapa 5
| Bolivia                | 2–3                             | Columbia                           |
| ---------------------- | ------------------------------- | ---------------------------------- |
| Arce 50' Chumacero 62' | Report (FIFA) Report (CONMEBOL) | Rodríguez 8' Bacca 41' Cardona 90' |

| Ecuador                    | 2–2                             | Paraguay         |
| -------------------------- | ------------------------------- | ---------------- |
| E. Valencia 20' Mena 90+2' | Report (FIFA) Report (CONMEBOL) | Lezcano 38', 59' |

| Chile         | 1–2                             | Argentina                |
| ------------- | ------------------------------- | ------------------------ |
| Gutiérrez 11' | Report (FIFA) Report (CONMEBOL) | Di María 20' Mercado 25' |

| Peru                       | 2–2                             | Venezuela                       |
| -------------------------- | ------------------------------- | ------------------------------- |
| Guerrero 61' Ruidíaz 90+4' | Report (FIFA) Report (CONMEBOL) | Otero 33' (pen.) Villanueva 57' |

| Brazilia                            | 2–2                             | Uruguay               |
| ----------------------------------- | ------------------------------- | --------------------- |
| Douglas Costa 1' Renato Augusto 25' | Report (FIFA) Report (CONMEBOL) | Cavani 30' Suárez 48' |

### Etapa 6
| Columbia                 | 3–1                             | Ecuador    |
| ------------------------ | ------------------------------- | ---------- |
| Bacca 15', 67' Pérez 48' | Report (FIFA) Report (CONMEBOL) | Arroyo 90' |

| Uruguay    | 1–0                             | Peru |
| ---------- | ------------------------------- | ---- |
| Cavani 51' | Report (FIFA) Report (CONMEBOL) |      |

| Venezuela | 1–4                             | Chile                             |
| --------- | ------------------------------- | --------------------------------- |
| Otero 9'  | Report (FIFA) Report (CONMEBOL) | Pinilla 33', 52' Vidal 72', 90+2' |

| Argentina                    | 2–0                             | Bolivia |
| ---------------------------- | ------------------------------- | ------- |
| Mercado 21' Messi 29' (pen.) | Report (FIFA) Report (CONMEBOL) |         |

| Paraguay                   | 2–2                             | Brazilia                              |
| -------------------------- | ------------------------------- | ------------------------------------- |
| Lezcano 40' E. Benítez 49' | Report (FIFA) Report (CONMEBOL) | Ricardo Oliveira 79' Dani Alves 90+2' |

### Etapa 7
| Bolivia                | 0–3 (La masa verde)             | Peru |
| ---------------------- | ------------------------------- | ---- |
| Escobar 38' Raldes 86' | Report (FIFA) Report (CONMEBOL) |      |

| Columbia                      | 2–0                             | Venezuela |
| ----------------------------- | ------------------------------- | --------- |
| Rodríguez 45+2' M. Torres 82' | Report (FIFA) Report (CONMEBOL) |           |

| Ecuador | 0–3                             | Brazilia                                                  |
| ------- | ------------------------------- | --------------------------------------------------------- |
|         | Report (FIFA) Report (CONMEBOL) | Neymar 72' (pen.) W. Ayoví 87' (aut.) Gabriel Jesus 90+2' |

| Argentina | 1–0                             | Uruguay |
| --------- | ------------------------------- | ------- |
| Messi 43' | Report (FIFA) Report (CONMEBOL) |         |

| Paraguay                 | 2–1                             | Chile     |
| ------------------------ | ------------------------------- | --------- |
| O. Romero 6' Da Silva 9' | Report (FIFA) Report (CONMEBOL) | Vidal 37' |

### Etapa 8
| Uruguay                                           | 4–0                             | Paraguay |
| ------------------------------------------------- | ------------------------------- | -------- |
| Cavani 18', 54' Rodríguez 42' Suárez 45+1' (pen.) | Report (FIFA) Report (CONMEBOL) |          |

| Venezuela               | 2–2                             | Argentina               |
| ----------------------- | ------------------------------- | ----------------------- |
| Juanpi 34' Martínez 52' | Report (FIFA) Report (CONMEBOL) | Pratto 58' Otamendi 83' |

| Chile | 3–0 (La masa verde)             | Bolivia |
| ----- | ------------------------------- | ------- |
|       | Report (FIFA) Report (CONMEBOL) |         |

| Brazilia              | 2–1                             | Columbia              |
| --------------------- | ------------------------------- | --------------------- |
| Miranda 2' Neymar 74' | Report (FIFA) Report (CONMEBOL) | Marquinhos 36' (aut.) |

| Peru                       | 2–1                             | Ecuador      |
| -------------------------- | ------------------------------- | ------------ |
| Cueva 19' (pen.) Tapia 78' | Report (FIFA) Report (CONMEBOL) | Achilier 31' |

### Etapa 9
| Ecuador                                 | 3–0                             | Chile |
| --------------------------------------- | ------------------------------- | ----- |
| A. Valencia 19' Ramírez 23' Caicedo 46' | Report (FIFA) Report (CONMEBOL) |       |

| Uruguay                     | 3–0                             | Venezuela |
| --------------------------- | ------------------------------- | --------- |
| Lodeiro 29' Cavani 46', 79' | Report (FIFA) Report (CONMEBOL) |           |

| Paraguay | 0–1                             | Columbia    |
| -------- | ------------------------------- | ----------- |
|          | Report (FIFA) Report (CONMEBOL) | Cardona 90' |

| Brazilia                                                              | 5–0                             | Bolivia |
| --------------------------------------------------------------------- | ------------------------------- | ------- |
| Neymar 11' Coutinho 26' Filipe Luís 39' Gabriel Jesus 44' Firmino 75' | Report (FIFA) Report (CONMEBOL) |         |

| Peru                          | 2–2                             | Argentina                  |
| ----------------------------- | ------------------------------- | -------------------------- |
| Guerrero 58' Cueva 84' (pen.) | Report (FIFA) Report (CONMEBOL) | Funes Mori 15' Higuaín 77' |

### Etapa 10
| Bolivia         | 2–2                             | Ecuador              |
| --------------- | ------------------------------- | -------------------- |
| Escobar 3', 43' | Report (FIFA) Report (CONMEBOL) | E. Valencia 47', 89' |

| Columbia             | 2–2                             | Uruguay                  |
| -------------------- | ------------------------------- | ------------------------ |
| Aguilar 15' Mina 84' | Report (FIFA) Report (CONMEBOL) | Rodríguez 27' Suárez 73' |

| Argentina | 0–1                             | Paraguay     |
| --------- | ------------------------------- | ------------ |
|           | Report (FIFA) Report (CONMEBOL) | González 18' |

| Chile          | 2–1                             | Peru       |
| -------------- | ------------------------------- | ---------- |
| Vidal 10', 85' | Report (FIFA) Report (CONMEBOL) | Flores 76' |

| Venezuela | 0–2                             | Brazilia                     |
| --------- | ------------------------------- | ---------------------------- |
|           | Report (FIFA) Report (CONMEBOL) | Gabriel Jesus 8' Willian 53' |

### Etapa 11
| Columbia | 0–0                             | Chile |
| -------- | ------------------------------- | ----- |
|          | Report (FIFA) Report (CONMEBOL) |       |

| Uruguay              | 2–1                             | Ecuador     |
| -------------------- | ------------------------------- | ----------- |
| Coates 12' Rolán 45' | Report (FIFA) Report (CONMEBOL) | Caicedo 44' |

| Paraguay   | 1–4                             | Peru                                                 |
| ---------- | ------------------------------- | ---------------------------------------------------- |
| Riveros 9' | Report (FIFA) Report (CONMEBOL) | Ramos 48' Flores 71' Cueva 78' É. Benítez 84' (o.g.) |

| Venezuela                                       | 5–0                             | Bolivia |
| ----------------------------------------------- | ------------------------------- | ------- |
| Kouffati 3' J. Martínez 11', 67', 70' Otero 75' | Report (FIFA) Report (CONMEBOL) |         |

| Brazilia                             | 3–0                             | Argentina |
| ------------------------------------ | ------------------------------- | --------- |
| Coutinho 24' Neymar 45' Paulinho 59' | Report (FIFA) Report (CONMEBOL) |           |

### Etapa 12
| Bolivia          | 1–0                             | Paraguay |
| ---------------- | ------------------------------- | -------- |
| Gómez 78' (aut.) | Report (FIFA) Report (CONMEBOL) |          |

| Ecuador                                 | 3–0                             | Venezuela |
| --------------------------------------- | ------------------------------- | --------- |
| Mina 51' M. Bolaños 82' E. Valencia 86' | Report (FIFA) Report (CONMEBOL) |           |

| Argentina                        | 3–0                             | Columbia |
| -------------------------------- | ------------------------------- | -------- |
| Messi 9' Pratto 22' Di María 83' | Report (FIFA) Report (CONMEBOL) |          |

| Chile                         | 3–1                             | Uruguay    |
| ----------------------------- | ------------------------------- | ---------- |
| Vargas 45+1' Sánchez 60', 76' | Report (FIFA) Report (CONMEBOL) | Cavani 16' |

| Peru | 0–2                             | Brazilia                             |
| ---- | ------------------------------- | ------------------------------------ |
|      | Report (FIFA) Report (CONMEBOL) | Gabriel Jesus 57' Renato Augusto 78' |

### Etapa 13
| Columbia      | 1–0                             | Bolivia |
| ------------- | ------------------------------- | ------- |
| Rodríguez 83' | Report (FIFA) Report (CONMEBOL) |         |

| Paraguay              | 2–1                             | Ecuador            |
| --------------------- | ------------------------------- | ------------------ |
| Valdez 12' Alonso 65' | Report (FIFA) Report (CONMEBOL) | Caicedo 70' (pen.) |

| Uruguay          | 1–4                             | Brazilia                            |
| ---------------- | ------------------------------- | ----------------------------------- |
| Cavani 9' (pen.) | Report (FIFA) Report (CONMEBOL) | Paulinho 18', 51', 90+2' Neymar 74' |

| Argentina        | 1–0                             | Chile |
| ---------------- | ------------------------------- | ----- |
| Messi 16' (pen.) | Report (FIFA) Report (CONMEBOL) |       |

| Venezuela                | 2–2                             | Peru                      |
| ------------------------ | ------------------------------- | ------------------------- |
| Villanueva 24' Otero 40' | Report (FIFA) Report (CONMEBOL) | Carrillo 46' Guerrero 64' |

### Etapa 14
| Bolivia                     | 2–0                             | Argentina |
| --------------------------- | ------------------------------- | --------- |
| Arce 31' Martins Moreno 53' | Report (FIFA) Report (CONMEBOL) |           |

| Ecuador | 0–2                             | Columbia                   |
| ------- | ------------------------------- | -------------------------- |
|         | Report (FIFA) Report (CONMEBOL) | Rodríguez 20' Cuadrado 34' |

| Chile                      | 3–1                             | Venezuela  |
| -------------------------- | ------------------------------- | ---------- |
| Sánchez 4' Paredes 7', 22' | Report (FIFA) Report (CONMEBOL) | Rondón 62' |

| Brazilia                            | 3–0                             | Paraguay |
| ----------------------------------- | ------------------------------- | -------- |
| Coutinho 34' Neymar 64' Marcelo 85' | Report (FIFA) Report (CONMEBOL) |          |

| Peru                    | 2–1                             | Uruguay     |
| ----------------------- | ------------------------------- | ----------- |
| Guerrero 35' Flores 62' | Report (FIFA) Report (CONMEBOL) | Sánchez 30' |

### Etapa 15
| Venezuela | 0–0                             | Columbia |
| --------- | ------------------------------- | -------- |
|           | Report (FIFA) Report (CONMEBOL) |          |

| Chile | 0–3                             | Paraguay                                 |
| ----- | ------------------------------- | ---------------------------------------- |
|       | Report (FIFA) Report (CONMEBOL) | Vidal 24' (aut.) Cáceres 55' Ortiz 90+2' |

| Uruguay | 0–0                             | Argentina |
| ------- | ------------------------------- | --------- |
|         | Report (FIFA) Report (CONMEBOL) |           |

| Brazilia                  | 2–0                             | Ecuador |
| ------------------------- | ------------------------------- | ------- |
| Paulinho 69' Coutinho 76' | Report (FIFA) Report (CONMEBOL) |         |

| Peru                 | 2–1                             | Bolivia     |
| -------------------- | ------------------------------- | ----------- |
| Flores 55' Cueva 59' | Report (FIFA) Report (CONMEBOL) | Álvarez 72' |

### Etapa 16
| Bolivia         | 1–0                             | Chile |
| --------------- | ------------------------------- | ----- |
| Arce 59' (pen.) | Report (FIFA) Report (CONMEBOL) |       |

| Columbia   | 1–1                             | Brazilia      |
| ---------- | ------------------------------- | ------------- |
| Falcao 56' | Report (FIFA) Report (CONMEBOL) | Willian 45+2' |

| Ecuador                | 1–2                             | Peru                   |
| ---------------------- | ------------------------------- | ---------------------- |
| E. Valencia 79' (pen.) | Report (FIFA) Report (CONMEBOL) | Flores 73' Hurtado 76' |

| Argentina            | 1–1                             | Venezuela   |
| -------------------- | ------------------------------- | ----------- |
| Feltscher 54' (o.g.) | Report (FIFA) Report (CONMEBOL) | Murillo 51' |

| Paraguay      | 1–2                             | Uruguay                       |
| ------------- | ------------------------------- | ----------------------------- |
| Á. Romero 88' | Report (FIFA) Report (CONMEBOL) | Valverde 76' Gómez 80' (o.g.) |

### Etapa 17
| Bolivia | 0–0                             | Brazilia |
| ------- | ------------------------------- | -------- |
|         | Report (FIFA) Report (CONMEBOL) |          |

| Venezuela | 0–0                             | Uruguay |
| --------- | ------------------------------- | ------- |
|           | Report (FIFA) Report (CONMEBOL) |         |

| Argentina | 0–0                             | Peru |
| --------- | ------------------------------- | ---- |
|           | Report (FIFA) Report (CONMEBOL) |      |

| Chile                  | 2–1                             | Ecuador    |
| ---------------------- | ------------------------------- | ---------- |
| Vargas 22' Sánchez 85' | Report (FIFA) Report (CONMEBOL) | Ibarra 82' |

| Columbia   | 1–2                             | Paraguay                   |
| ---------- | ------------------------------- | -------------------------- |
| Falcao 79' | Report (FIFA) Report (CONMEBOL) | Cardozo 89' Sanabria 90+2' |

### Etapa 18
| Brazilia                              | 3–0                             | Chile |
| ------------------------------------- | ------------------------------- | ----- |
| Paulinho 55' Gabriel Jesus 57', 90+2' | Report (FIFA) Report (CONMEBOL) |       |

| Ecuador      | 1–3                             | Argentina           |
| ------------ | ------------------------------- | ------------------- |
| R. Ibarra 1' | Report (FIFA) Report (CONMEBOL) | Messi 11', 18', 62' |

| Paraguay | 0–1                             | Venezuela   |
| -------- | ------------------------------- | ----------- |
|          | Report (FIFA) Report (CONMEBOL) | Herrera 84' |

| Peru         | 1–1                             | Columbia      |
| ------------ | ------------------------------- | ------------- |
| Guerrero 74' | Report (FIFA) Report (CONMEBOL) | Rodríguez 56' |

| Uruguay                                | 4–2                             | Bolivia                           |
| -------------------------------------- | ------------------------------- | --------------------------------- |
| Cáceres 39' Cavani 42' Suárez 60', 76' | Report (FIFA) Report (CONMEBOL) | Silva 24' (aut.) Godín 79' (aut.) |

## Play-off-urile inter-continentale
| Echipa 1 | Scor gen. | Echipa 2      | Tur | Retur |
| -------- | --------- | ------------- | --- | ----- |
| Peru     | 2–0       | Noua Zeelandă | 0–0 | 2–0   |

## Tur
| Noua Zeelandă | 0–0                             | Peru |
| ------------- | ------------------------------- | ---- |
|               | Report (FIFA) Report (CONMEBOL) |      |

| New Zealand | Peru |

| GK             | 1  | Stefan Marinovic   |     |     |
| RWB            | 18 | Kip Colvey         |     |     |
| CB             | 5  | Michael Boxall     | 75' |     |
| CB             | 2  | Winston Reid (c)   |     |     |
| CB             | 20 | Tommy Smith        |     | 67' |
| LWB            | 3  | Deklan Wynne       |     |     |
| RM             | 15 | Clayton Lewis      |     | 74' |
| CM             | 8  | Michael McGlinchey | 68' |     |
| LM             | 14 | Ryan Thomas        |     |     |
| CF             | 11 | Marco Rojas        |     | 78' |
| CF             | 7  | Kosta Barbarouses  |     |     |
| Schimbări:     |    |                    |     |     |
| DF             | 22 | Andrew Durante     |     | 67' |
| FW             | 9  | Chris Wood         |     | 74' |
| MF             | 6  | Bill Tuiloma       |     | 78' |
| Manager:       |    |                    |     |     |
| Anthony Hudson |    |                    |     |     |

| GK             | 1  | Pedro Gallese         |     |       |
| RB             | 3  | Aldo Corzo            |     |       |
| CB             | 15 | Christian Ramos       |     |       |
| CB             | 2  | Alberto Rodríguez (c) |     |       |
| LB             | 6  | Miguel Trauco         |     |       |
| DM             | 8  | Christian Cueva       |     | 90+1' |
| CM             | 13 | Renato Tapia          |     |       |
| CM             | 19 | Yoshimar Yotún        | 24' | 88'   |
| RW             | 18 | André Carrillo        |     | 77'   |
| LW             | 20 | Edison Flores         |     |       |
| CF             | 10 | Jefferson Farfán      |     |       |
| Schimbări:     |    |                       |     |       |
| MF             | 7  | Paolo Hurtado         |     | 77'   |
| MF             | 23 | Pedro Aquino          |     | 88'   |
| MF             | 14 | Andy Polo             |     | 90+1' |
| Manager:       |    |                       |     |       |
| Ricardo Gareca |    |                       |     |       |

| Arbitri asistenți: Joe Fletcher (Canada) Frank Anderson (Statele Unite) Al patrulea oficial: Jair Marrufo (Statele Unite) |

## Retur
| Peru                    | 2–0                             | Noua Zeelandă |
| ----------------------- | ------------------------------- | ------------- |
| Farfán 27' C. Ramos 65' | Report (FIFA) Report (CONMEBOL) |               |

| Peru | New Zealand |

| GK             | 1  | Pedro Gallese 80'     |  |     |
| RB             | 17 | Luis Advíncula        |  |     |
| CB             | 15 | Christian Ramos 75'   |  |     |
| CB             | 2  | Alberto Rodríguez (c) |  |     |
| LB             | 6  | Miguel Trauco         |  |     |
| DM             | 13 | Renato Tapia          |  |     |
| RM             | 14 | Andy Polo 74'         |  |     |
| CM             | 8  | Christian Cueva 86'   |  |     |
| CM             | 20 | Edison Flores 22'     |  |     |
| LM             | 10 | Jefferson Farfán      |  |     |
| CF             | 11 | Raúl Ruidíaz 66'      |  |     |
| Schimbări:     |    |                       |  |     |
| CM             | 19 | Yoshimar Yotún        |  | 66' |
| RW             | 18 | André Carrillo        |  | 74' |
| CB             | 4  | Adrián Zela           |  | 86' |
| Manager:       |    |                       |  |     |
| Ricardo Gareca |    |                       |  |     |

| GK             | 1  | Stefan Marinovic   |  |     |
| CB             | 5  | Michael Boxall     |  |     |
| CB             | 2  | Winston Reid (c)   |  |     |
| CB             | 22 | Andrew Durante 77' |  |     |
| RWB            | 18 | Kip Colvey         |  |     |
| LWB            | 3  | Deklan Wynne       |  |     |
| RM             | 15 | Clayton Lewis 59'  |  |     |
| CM             | 8  | Michael McGlinchey |  |     |
| CM             | 14 | Ryan Thomas 19'    |  |     |
| LM             | 6  | Bill Tuiloma 46'   |  |     |
| CF             | 7  | Kosta Barbarouses  |  |     |
| Schimbări:     |    |                    |  |     |
| FW             | 9  | Chris Wood         |  | 46' |
| CF             | 18 | Marco Rojas        |  | 59' |
| CB             | 17 | Jeremy Brockie     |  | 77' |
| Manager:       |    |                    |  |     |
| Anthony Hudson |    |                    |  |     |

| Arbitri asistenți: Nicolas Danos (Franța) Cyril Gringore (Franța) Al patrulea oficial: Benoît Bastien (Franța) |

## Echipele calificate
Următoarele echipe din CONMEBOL s-au calificat la turneul final :
| Echipa    | Calificată ca                         | Calificată pe     | Numărul apariților la turneul final |
| --------- | ------------------------------------- | ----------------- | ----------------------------------- |
| Brazilia  | Câștigătoare                          | 28 martie 2017    | 20                                  |
| Uruguay   | Locul 2                               | 10 octombrie 2017 | 12                                  |
| Argentina | Locul 3                               | 10 octombrie 2017 | 16                                  |
| Columbia  | Locul 4                               | 10 octombrie 2017 | 5                                   |
| Peru      | Câștigătoare play-off OFC vs CONMEBOL | 15 noiembrie 2017 | 4                                   |